# Chiloé (província)
A Província de Chiloé é uma província do Chile, formada por quase a totalidade do Arquipélago de Chiloé, que é composto pela Ilha Grande de Chiloé e uma série de outras pequenas (mais de quarenta no total), com uma extensão de 9.181 km². Está situada na Região de Los Lagos e sua capital é a cidade de Castro.

## Comunas
A província é constituida por 10 comunas:
- Ancud
- Castro (capital)
- Chonchi
- Curaco de Vélez
- Dalcahue
- Puqueldón
- Queilén
- Quellón
- Quemchi
- Quinchao